# Rosel von Melaten
Rosel von Melaten ist ein illustriertes Kinderbuch des deutschen Schriftstellers und Illustrators Nikolaus Heidelbach. Das Buch behandelt die Thematik Kindesmisshandlung, indem es die Geschichte der Freundschaft zwischen der verstorbenen Rosel und Georg erzählt, der gegenüber dem Friedhof wohnt, auf dem sie liegt.
Rosel von Melaten wurde im September 2015 beim deutschen Verlag Hoffmann und Campe in deutscher Sprache veröffentlicht und umfasst 66 Seiten. Es ist das erste Buch von Heidelbach als Autor – zuvor illustrierte er bereits mehrere Titel, darunter auch einen von Beltz & Gelberg verlegten Märchenband von Hans Christian Andersen.
Rosel von Melaten ist ein illustriertes Kinderbuch, das Züge eines Märchens trägt. Rosel von Melaten behandelt das Thema Gewalt an Kindern bzw. Kindesmisshandlung und referiert dabei auf reale Geschehnisse. Die Zielgruppe begrenzt sich nicht auf Kinder – beim Verlag Hoffmann & Campe ist es aufgrund seiner Tiefe und der Brisanz des Themas als Buch für Erwachsene erschienen.
Im Feuilleton wurde es unter anderem als »ein poetisches Epitaph für Kinder« (Eva-Maria Magel, FAZ vom 22. Januar 2016) beschrieben.

## Inhalt
In der großen Stadt geschehen schlimme Dinge. Drei Kinder sterben, und jedes Mal behauptet jemand, ein Mädchen in einem weißen Kleid gesehen zu haben, das laut schreiend über dem Unglücksort schwebte. Nachdem die Leute eine Weile gerätselt haben, gerät das Mädchen wieder in Vergessenheit. Doch einer kann sie nicht vergessen: Georg, der dem Melatenfriedhof gegenüberwohnt. Nachts hört er Geräusche auf dem Friedhof und schnell kommt er hinter das Geheimnis von Rosel: einmal im Monat kommt diese aus ihrem Grab und macht sich auf den Weg zu einem Kind, das in Gefahr ist. Am Unglücksort schreit sie dann zwar laut, in der Hoffnung das Kind zu retten, doch leider kommt sie immer zu spät.
Georg wagt sich zu ihrem Grab und Rosel zieht ihn mit sich hinunter. Obwohl es dort sehr unheimlich ist, kommt Georg mehrfach wieder und verbringt sogar die Nacht dort. Rosel und er freunden sich an und sie weiht ihn in ihr Geheimnis ein. Georg entschließt sich, beim nächsten Rettungsversuch Rosels mitzukommen und zu helfen. Und tatsächlich: Dieses Mal kommen sie nicht zu spät. Georgs Nachbarsjunge Wilfried wird aus dem Fenster geworfen, doch Georg springt hinaus, fängt Wilfried und schleudert ihn ins Gebüsch, wo er weich landet. Georg selbst jedoch landet auf dem Pflaster – und findet sich, als er aufwacht, in Rosels Grab wieder. Von nun an schweben sie zu zweit einmal im Monat, bei Vollmond, durch die Stadt und versuchen Kinder vor Gewalt und Brutalität zu schützen.

## Figuren

### Hauptfiguren
Rosel von Melaten
Rosel von Melaten ist der Geist eines Mädchens in einem weißen Kleid und mit einer roten Krawatte umgebunden. Ihr Haar ist schwarz und strubbelig und zu zwei Zöpfen gebunden. Sie liegt auf dem Melatenfriedhof, doch einmal im Monat – immer bei Vollmond – verlässt sie ihr Grab, um Kinder, denen Gewalt angetan wird, zu retten. Dafür schreit sie über dem Unglücksort schwebend aus vollem Halse. Leider kommt sie immer zu spät und schafft es nicht, die Kinder zu retten.
Sie selbst beschreibt ihren Tod so: „Angeblich war ich eigensinnig. Das gefiel meiner Mutter nicht und noch jemandem nicht, den ich nicht kannte. Der ließ mich krank werden und schnell sterben. Ich wurde begraben.“ Doch Rosel wollte wissen, warum, und versuchte aus dem Grab herauszukommen. Vergeblich – die Totengräber stießen ihren Arm immer wieder zurück. Seither steht sie alle vier Wochen auf, weil sie spürt, dass etwas Schreckliches geschehen wird.
Georg
Georg wohnt mit seinen Eltern gegenüber vom Melatenfriedhof. Seine Eltern finden das nicht sonderlich spannend und machen lediglich Witze darüber. Als Georg erzählt, dass er dort Geräusche hört, sorgen sie sich nur um seine Phantasie, nehmen ihn aber nicht ernst. So erzählt er ihnen auch nichts von Rosel, mit der er sich dort anfreundet. Er will ihr auf ihren nächtlichen Streifzügen helfen und begleitet sie eines Nachts. In dieser Nacht wird er zum tragischen Retter Wilfrieds und kommt selbst ums Leben. Von nun an lebt er mit Rosel in deren Grab und schwebt gemeinsam mit ihr durch die Nächte.

### Nebenfiguren
Wilfried
Wilfried ist der Nachbarsjunge Georgs. Er fährt immer auf seinem grünen Dreirad draußen herum. Zwar fallen Georg häufig Verletzungen an diesem auf – Kratzer und ein blaues Auge –, doch er denkt sich nichts dabei. Niemand ahnt, dass Wilfried Opfer häuslicher Gewalt ist, und so kommt es so weit, dass er einfach aus dem Fenster geworfen wird. 

## Literarische Gattung, Stil und Themen
Rosel von Melaten kann verschiedenen literarischen Genres zugeordnet werden. Neben einer Einordnung als Bilderbuch und Kinderbuch weist es Eigenschaften eines Märchens auf. Rosel von Melaten verhandelt das Thema Kindesmisshandlung bzw. Gewalt an Kindern. Trotz der märchenhaften Elemente spielt das Buch direkt auf die Realität an. Beim Verlag Hoffmann & Campe erscheint es im Erwachsenenprogramm.

## Literarische Kritik
Rosel von Melaten erhielt ein insgesamt positives Presseecho. Über die passende Zielgruppe zu diesem Buch wurde in der Presse jedoch auch diskutiert. Aufgrund der Schwere des Themas empfehlen einige Rezensenten, diese höher anzusetzen. Die FAZ schreibt: »Heidelbachs Geschichte hat einen schlichten, märchenhaften und doch realistischen Ton.« (Eva-Maria Magel, 10. Oktober 2015). In einer auf der Homepage des WDR veröffentlichten Rezension von Christine Westermann und Andreas Wallentin heißt es: das »Rosel von Melaten erzählt eine sehr stille, feine, bewegende Geschichte von einem kleinen Jungen und einem kleinen Mädchen. Eine vorsichtige Liebesgeschichte. Vielleicht auch eine kleine Gespenstergeschichte. Auf jeden Fall aber eine Geschichte übers Leben und über das Sterben.« (28. Oktober 2015).

## Öffentliche Buchpräsentationen
Das Buch wurde beim Kinder- und Jugendprogramm des 16. Internationalen Literaturfestivals Berlin im September 2016 als  Berlinpremiere in Anwesenheit des Schriftstellers vorgestellt.